# Argiope amoena
Argiope amoena là một loài nhện trong họ Araneidae.
Loài này thuộc chi Argiope. Argiope amoena được Ludwig Carl Christian Koch miêu tả năm 1878.

## Hình ảnh

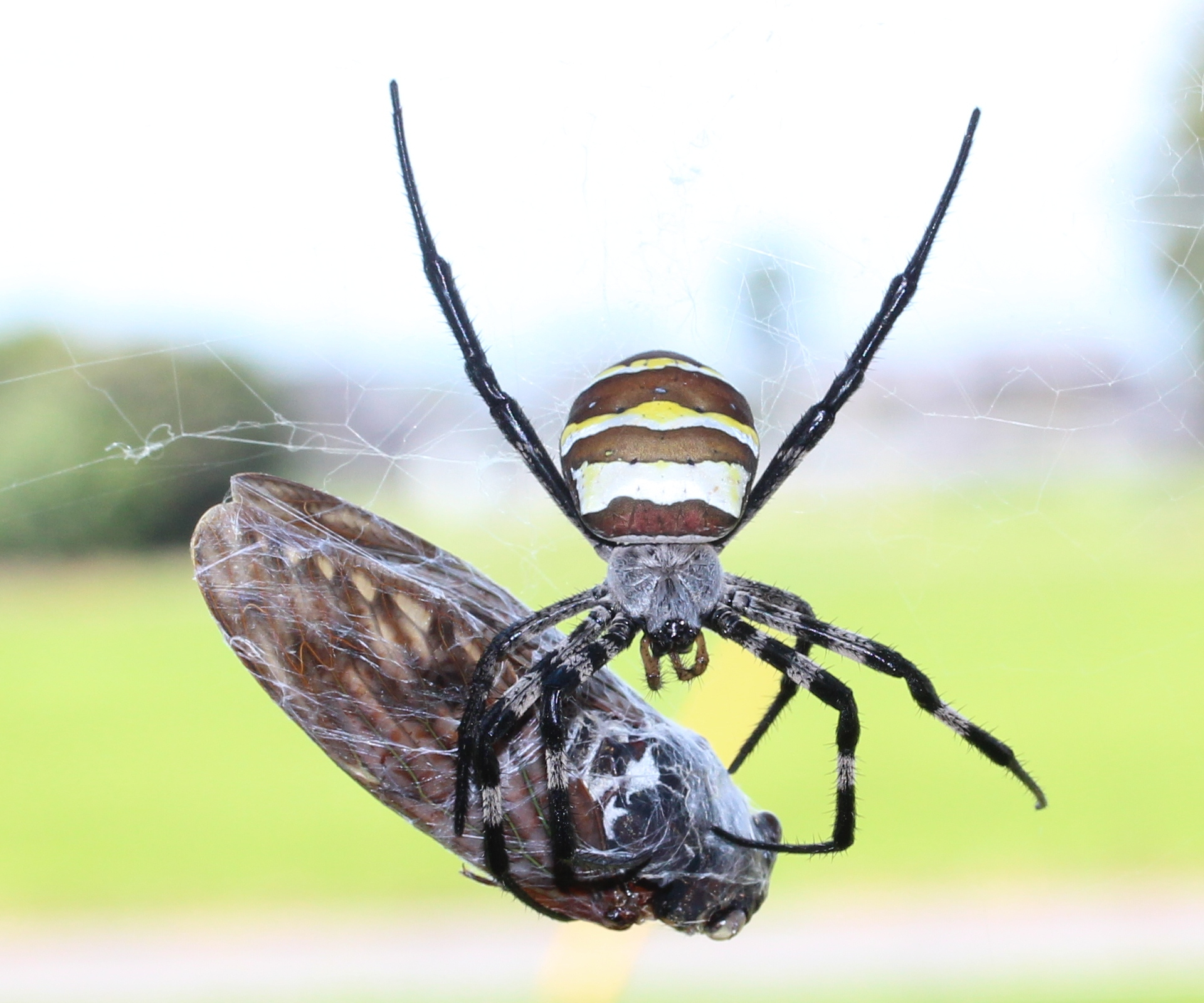
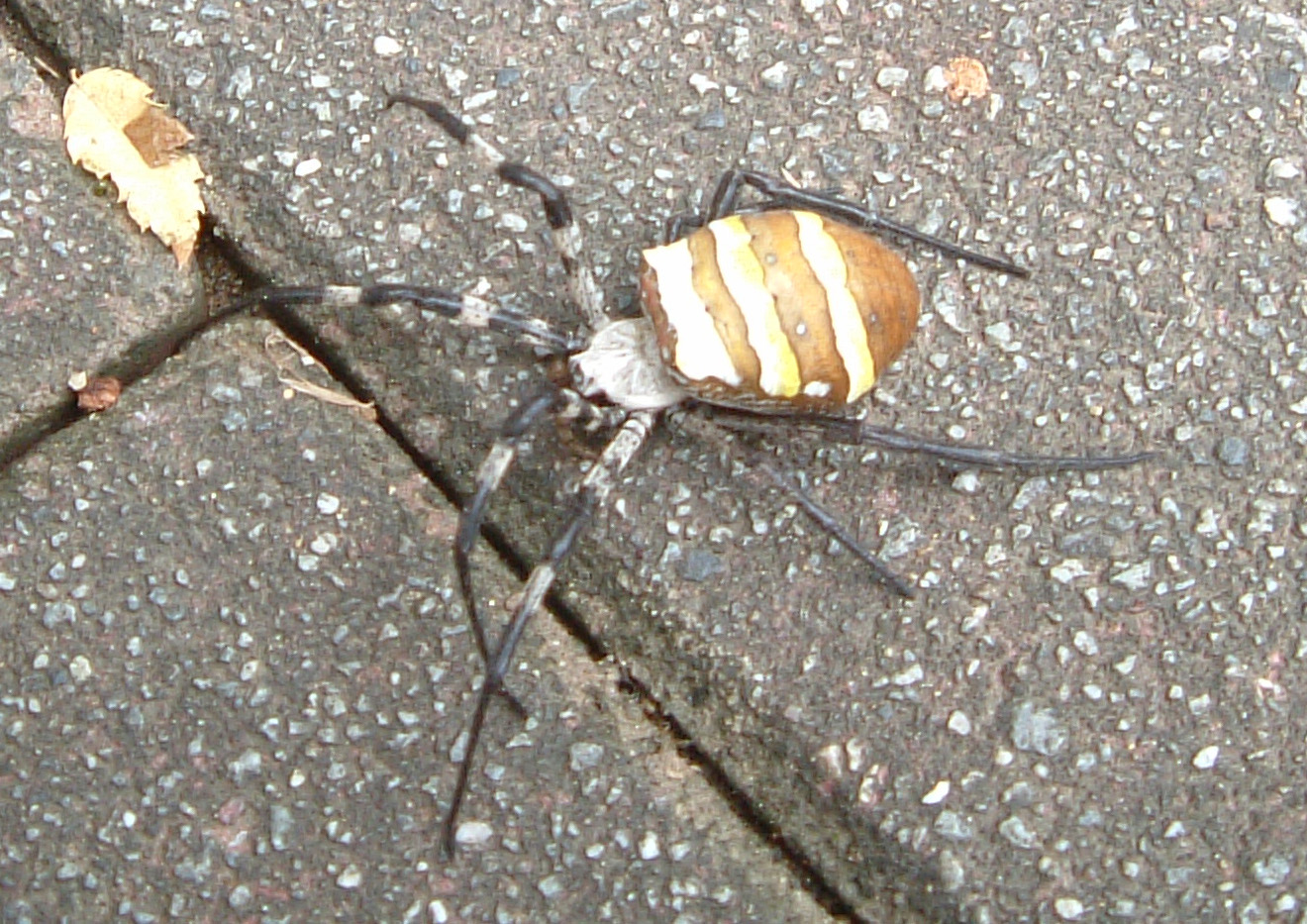
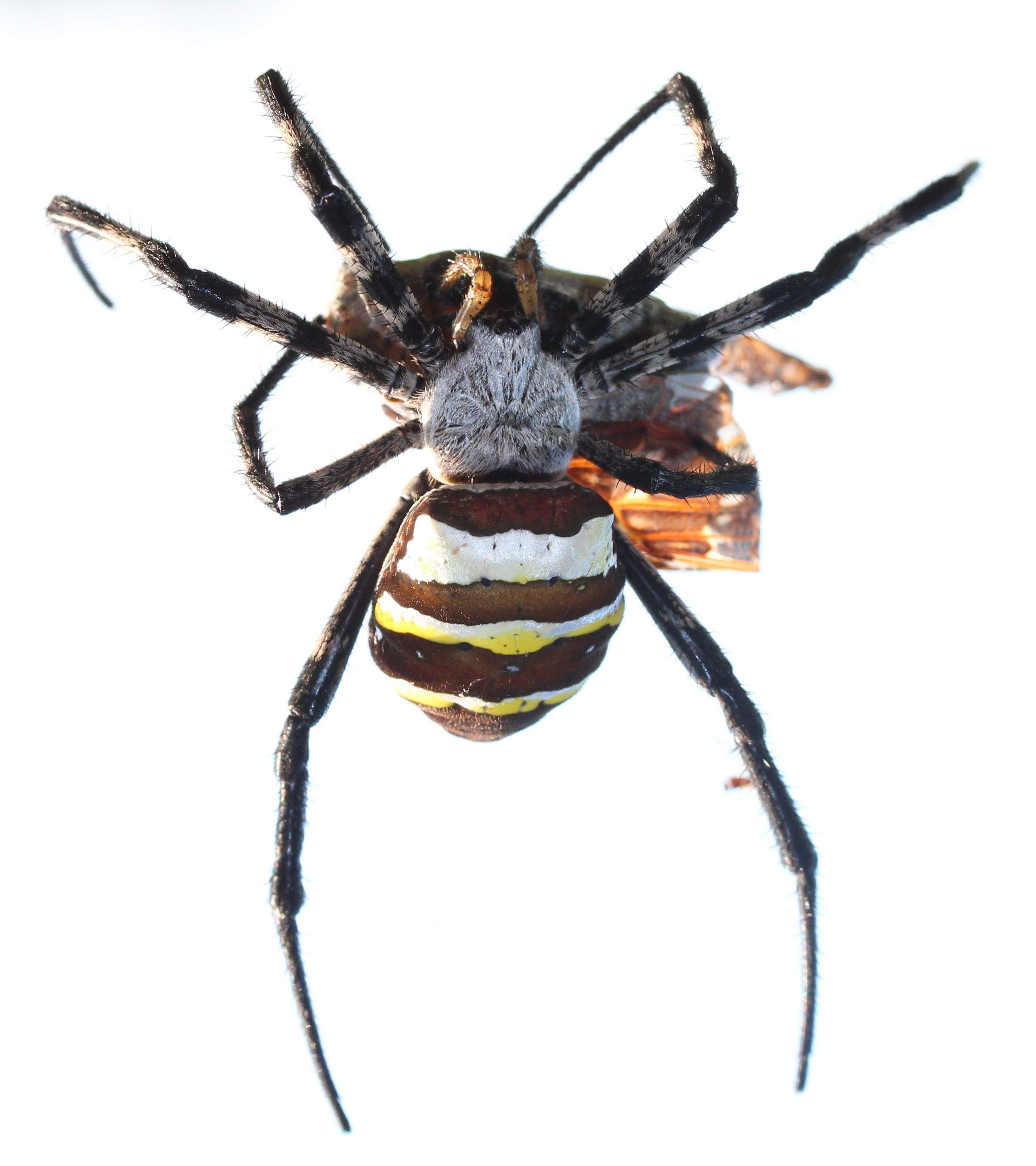
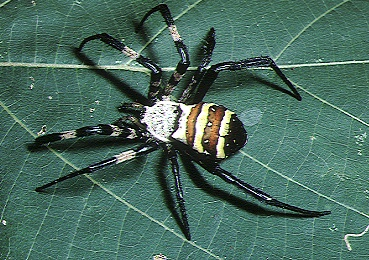